# Afarski trokut
Afarski trokut (zvan i Danakilska depresija) je geološka depresija, pored Roga Afrike, dio Velike rasjedne doline. Afarski trokut prostire se od Eritreje, Regije Afar u Etiopiji do Džibutija.  
Afarski trokut je svjetski poznat po pronađenim fosilnim ostatcima prvih Hominina u srednjem tijeku rijeke Avaš, kao i po nalazištu Gona, na kojem je pronađeno najstarije kameno oruđe i po nalazištu Hadar, na kojem je pronađen fosilni ostatak australopiteka Lucy.
Unutar Afarske depresije prostire se Danakilska pustinja s najnižom točkom u cijeloj Africi, Jezerom Asal u Džibutiju koje leži na 155 m ispod razine mora.  Jedina rijeka koja teče kroz ovaj kraj je Avaš, ona završava svoj tijek u lancu slanih jezera u Danakilskoj pustinji.  Dio Afarske depresije Dalol u Etiopiji je jedno od najvrućijih mjesta na zemlji - s izmjerenom temperaturom u hladu od rekordnih 64.4 °C.  Temperatura u Danakilskoj depresiji varira od ugodnih 25 °C za kišnog doba (rujna–ožujka) do 48°C za sušnog doba (ožujka–rujna). 

## Svojstva
Niže dijelove Afarske depresije karakterizira enormna vrućina i suša. Kiša ne pada gotovo nikad, prosječno na godinu padne samo 100 do 200 milimetara kiše, količine se smanjuju uz obale Crvenog mora. Kotlina rijeke Avaš, koja teče u pravcu sjever - istok u južnom Afaru, je jedina zelena traka u Afarskoj depresiji, uz koju se smjestila flora i fauna. Na oko 128 kilometara od Crvenog mora, rijeka Avaš završava svoj tije u lancu slanih jezera, koja strahovito brzo isparavaju na velikoj vrućini. Čak oko 1200 km² teritorije Afarske depresije pokriveno je sa solju, - eksploatacija te soli i njena daljnja prodaja karavanama po Etiopskoj visoravni jedan je od najvažnijih prihoda afarskih plemena.
Biom Afarske depresije je pustinjski, s vegetacijom tipičnom za sušne krajeve, otporne biljke kao što su mala stabla Dracene, grmlje i rijetka trava. Depresijom lutaju brojni biljojedi;  Grevijeve zebre, gazele, antilope i značajan broj posljednjih preostalih Afričkih divljih magaraca (Equus africanus somalicus). Od ptica ima nojeva, endemskih Škrjanaca (Heteromirafra archeri), Sekretara, arapskih Drofinija, Abesinske zlatovranke i Frankolina. U južnom dijelu Afarske depresije u Etiopiji nalazi se Rezervat prirode Mile-Sardo osnovan 1973. godine.

## Geološka svojstva
Afarska depresija nastala je kao posljedica sudara tektonskih ploča koje tvore Crveno more i Adenski zaljev i koje se na tom dijelu sudaraju s Istočnoafričkom pločom. Centralna točka gdje se te tri ploče sudaraju je kod Jezera Abe. 
Kod Afarske depresije se zemljina kora polako rasjeda po stopi od 1-2 cm godišnje, na svakoj od tri pukotine koje tvore "nogu" od trostrukog spajanja. Neposredna posljedica toga su brojni potresi (kao onaj krajem 2005.) i vulkanska aktivnost, nakon kojih se pojavljuju po stotinu metara duge pukotine i propadanja terena po 100 metara.
Geolozi predviđaju da će za milijun godina,  Crveno more poplaviti Afarsku depresiju, a za oko 10 milijuna godina, predviđaju da će cijelom dužinom Velike rasjedne doline cijeli taj dio od 6000 km Istočne Afrike biti potopljen, tako će se stvoriti novo more, veliko kao što je to danas Crveno more.
Površina Afarske depresije je sastavljena od lave, uglavnom bazaltnih stijena. Jedni od najvećih aktivnih vulkana na Zemlji Erta Ale i Dabahu nalaze se ovdje.

## Vanjske poveznice
- Regija Afar, klima i topografija (engl.)
- Fotografije vulkana Erta Ale i gejzira kod Dalola i Danakila (fr.)
- Kolekcija od 3000 fotografija raznih ekspedicija po Afarskoj depresiji  Arhivirana inačica izvorne stranice od 22. listopada 2020. (Wayback Machine) (njem.)
- Fotografije Afarske depresije između Etiopije i Džibutija (fr.)
- Talijanski portal posvećen Etiopskoj depresiji (engl.)